# Анжеліка і султан
«Анжеліка і султан» (фр. Angélique et le sultan) — французький романтичний фільм, що є екранізацією двох книг Анн і Сержа Голон: «Неприборкана Анжеліка» та «Бунтуюча Анжеліка/Бунтарка із Пуату».

## Сюжет
Жоффрей де Пейрак наздоганяє корабель пірата маркіза д'Ескренвіля, що викрав його дружину Анжеліку. На кораблі її немає. Помічник капітана зізнається, що вони продали Анжеліку работоргівцю Меццо-Морте, що поставляє рабинь султану Мекнеса — Мулай Ісмаїлу Ель-Рашиду.

Де Пейрак залишається на самоті у шлюпці, яку незабаром підбирає арабська галера. Капітан садить його на весла, а потім відправляє в тюрьму для рабів-християн. Вірний йому тюремщик звільняє засуджених на яких полює варта. Жоффрей знаходить прихисток у турецькому посольстві. 

Меццо-Морте передає Анжеліку наглядачеві гарему султана — Осману Фераджі. Великий караван переходить пустелю. Фераджі показує султану свої покупки та англійського коня. Він намагається вмовити Анжеліку підкоритися султану, але вона відмовляється. Фераджі відправляє її в гарем для жінок, якими знехтував султан. Під час страти однієї жінки Анжеліка видає себе перед жінками султана. Головна дружина султана Лейла Айша вражена її красою.

Султан Мулай Ісмаїл Ель-Рашид віддає християнського полоненого Колена Патюреля на розтерзання тигру, але він не нападає на хороброго чоловіка. Колен розповідає султану свій секрет, однак розгніваний нахабством раба султан хоче відрубати йому голову. Крик Анжеліки не дає султану можливість для страти Патюреля. Султан помічає Анжеліку і наказує привести її до свого гарему. Того ж вечора він намагається заволодіти Анжелікою. Вона плює йому в лице, за що її б'ють батогами. 

Наступного ранку варта султана затримує німого бродягу у якого випадково рветься торбина, наповнена золотом. Німий показує, що він взяв його у місці, до якого потрібно добиратись два дні. Султан збирає загін і бродяга приводить їх в печеру, де на них чекає Рескатор (Жоффрей). Він пропонує султану обмін таємниці виготовлення золота з руди на Анжеліку. Султан погоджується.

Вночі Колен Патюрель прокрадається до гарему султана і ледь встигає врятувати Анжеліку від ножа ревнивої Лейли Айші. Вона погоджується надати втікачам все необхідне для втечі через пустелю. 
 Анжеліка, Патюрель
та французький аристократ рухаються через піски і гори до моря, де на них чекає корабель. Розлючений втечею Анжеліки султан хоче стратити Османа Фераджі, однак Рескатор його зупиняє. Варта султана розпочинає погоню за втікачами та наздоганяє їх коло берега моря. Анжеліка просить Патюреля застрелити її. Варта встигає застрелити Патюреля. Анжеліка втрачає свідомість і приходить до тями в обіймах Жоффрея де Пейрака на борту його корабля.

## Прем'єра
Прем'єра фільму відбулася в Італії 13 березня 1968 року, в Данії — 29 липня, в ФРН — 9 серпня, в Фінляндії — 30 серпня, в Швеції — 9 вересня, в Туреччині — в лютому 1969 року.

## У ролях
- Мішель Мерсьє — Анжеліка Сансе де Монтелу
- Робер Оссейн — Жоффрей де Пейрак
- Алі Бен Аєд — султан Мекнеса Мулай Ісмаїл Ель-Рашид
- Жан-Клод Паскаль — Осман Ферраджі
- Гельмут Шнайдер — Колен Патюрель
- Роже Піго — маркіз д’Ескренвіль
- Еттор Манні — Язон
- Анрі Коган — Сімон Болбек
- Ерно Кріса — турецький посол
- Жак Санті — граф де Ватевілль
- Вільма Ліндамар — Лейла Айша, головна дружина султана
- Самія Салі — наперсниця Лейли Айші
- Маня Голець — європейська полонянка в гаремі
- Бруно Дітріх — Коріано
- Паскале Мартіно — Саварі
- Артуро Домінічі — Меццо-Морте